# 東武桐生線
桐生線（きりゅうせん）は、群馬県太田市の太田駅から同県みどり市の赤城駅までを結ぶ東武鉄道の鉄道路線である。駅ナンバリングの路線記号はTI。
元々、太田軽便鉄道の路線であった太田 - 藪塚間を買収し、さらに太田軽便鉄道の未成線であった藪塚 - 相老間を新たに敷設して、1913年（大正2年）3月に開業した。

## 路線データ
- 路線距離（営業キロ）：20.3 km
- 駅数：8駅（起終点駅含む）
- 軌間：1067 mm
- 複線区間：なし（全線単線）
- 電化区間：全線（直流1,500 V）
- 閉塞方式：自動閉塞式
- 保安装置：東武形ATS
- 最高速度：90 km/h[1]
- IC乗車カード対応区間：全線（PASMOエリア）

## 沿線概況
この項目では太田駅より赤城駅方面へ北上するように記述する。

### 太田 - 藪塚
桐生線の普通列車は太田駅では一番南側のホームである5・6番ホームから発車する。太田駅の周りは中層ビルに囲まれていて、発車からしばらくはビル群やSUBARUの工場、国道407号などの広い道路が目につく。高架駅である太田駅を出発すると、すぐに伊勢崎線伊勢崎方面の線路を横断し、伊勢崎線と分かれる。線路は単線となり北へと進路を変えながら徐々に高架を降りていく。高架を降りきるとすぐ左にSUBARU健康保険組合太田記念病院が見えてくる。風景はすぐに太田市街から、のどかな田園地帯に変わる。列車は右手に金山を眺めながら、しばらくすると三枚橋駅に着く。
この先は大間々扇状地の東部を走り、左手西側が扇央部の平地、右手東側が数百メートルの平地の先に金山や八王子丘陵などの山々が広がり、この景色が阿左美駅付近までしばらく続く。三枚橋駅を出た列車はしばらくすると緩い左カーブを過ぎて金山と離れ、右側遠くに北関東自動車道と八王子丘陵が見えてくると治良門橋駅に到着する。
治良門橋駅からしばらく線路右側沿いに蛇川が流れ、田園風景とあわせたのどかな光景を見ることができる。徐々に右奥に見える北関東自動車道が迫ってくると桐生線はその下をくぐる。程なくして藪塚駅に到着する。藪塚駅は藪塚温泉や三日月村などの観光地を抱え、特急「りょうもう」号が停車する。

### 藪塚 - 新桐生
薮塚駅を出ると線路は少しずつに右にカーブを描きながら、右側に延々と続いていた山も徐々に低くなり、山がなくなるあたりでみどり市南部の笠懸地区（旧新田郡笠懸町域）に入り、群馬県道68号桐生伊勢崎線と併走し、2020年に従来より北側へ移設された阿左美駅に到着する。
阿左美駅を出ると線路南東方面の台地に沿いながら、桐生市街へと徐々に坂を下っていく。やがて国道50号の橋の下をくぐり、桐生市桜木地区に入る。このあたりから左後方の高台に桐生競艇場の照明塔が見えてくる。桐生線は阿左美駅から相老駅まで、競艇場のある阿左美沼の東側を迂回するように進んでいく。坂を下ると線路は再び北に進路をとり、新桐生駅に到着する。
桐生線は主に桐生市南部の渡良瀬川南西岸地区の住民の東京方面への足となっており、特に「りょうもう」号は新桐生駅で大半の乗客が乗降してゆく。渡良瀬川北東岸の旧市街地区に位置する東日本旅客鉄道（JR東日本）・わたらせ渓谷鐵道の桐生駅は新桐生駅から2 km以上離れており、桐生駅・新桐生駅間はおりひめバス梅田線・川内線・広沢線の各系統によって結ばれている。

### 新桐生 - 赤城
新桐生駅を出ると桐生線は桐生市街の南西部の高台を走り、右側に桐生市街が一望できる。列車はゆっくりと進みながら徐々に高台を下りつつ桐生市桜木地区から相生地区へと進み、右側に多数の線路が見えてくる。ここにはJR東日本高崎総合訓練センター・両毛線下新田信号場・わたらせ渓谷線下新田駅と3つの施設が隣接している。桐生線は両毛線の上を跨いでいくが、交差地点のどちらの路線にも駅はない。さらに坂を下りてゆくと線路の盛土がなくなり、右側から非電化のわたらせ渓谷線の線路が近づいてくると相老駅に到着する。
相老駅はわたらせ渓谷線との乗換駅となっている。休日になるとわたらせ渓谷への観光客の乗り換えが目立つ。同線の従来のトロッコ列車「トロッコわたらせ渓谷号」は2駅先の大間々駅が始発だが、2012年（平成24年）4月より新設されたトロッコ列車「トロッコわっしー号」は、相老駅から直接乗り換えることができる。
相老駅を出るとわたらせ渓谷線と別れ、左に少しずつカーブを描きながら、右から上毛電気鉄道上毛線が近づいてくる。するとすぐ桐生球場前駅があるが、桐生線にはホームがないため通過する。ここから先は2キロメートルほど上毛線と併走し複線のような見た目となる。しばらく直線が続いてから左にカーブを描くが、この付近でみどり市中部の大間々地区（旧山田郡大間々町域）に入る。カーブを曲がるとすぐに列車の速度が落ちていき、まもなく終点、赤城駅に到着する。
赤城駅は2面4線のホームを持ち、そのうち桐生線ホームは車止めのある3番・4番ホームとなっている。構内踏切を渡ると上毛線中央前橋駅方面への線路が続いており、昭和前期から中期にかけて桐生線からの直通運転が行われていた。赤城駅は旧大間々町の市街地の中にあり、昭和中期まで新大間々駅と称した。駅の西側に国道122号へと続く群馬県道78号太田大間々線が南北に走り、同駅から北側は旧大間々町の商店街となっており、そこを15分ほど歩くとわたらせ渓谷線の大間々駅がある。大間々町から桐生市中心部までは、わたらせ渓谷線の大間々駅・桐生駅間と、上毛線の赤城駅・西桐生駅間の二つの経路が利用できる。

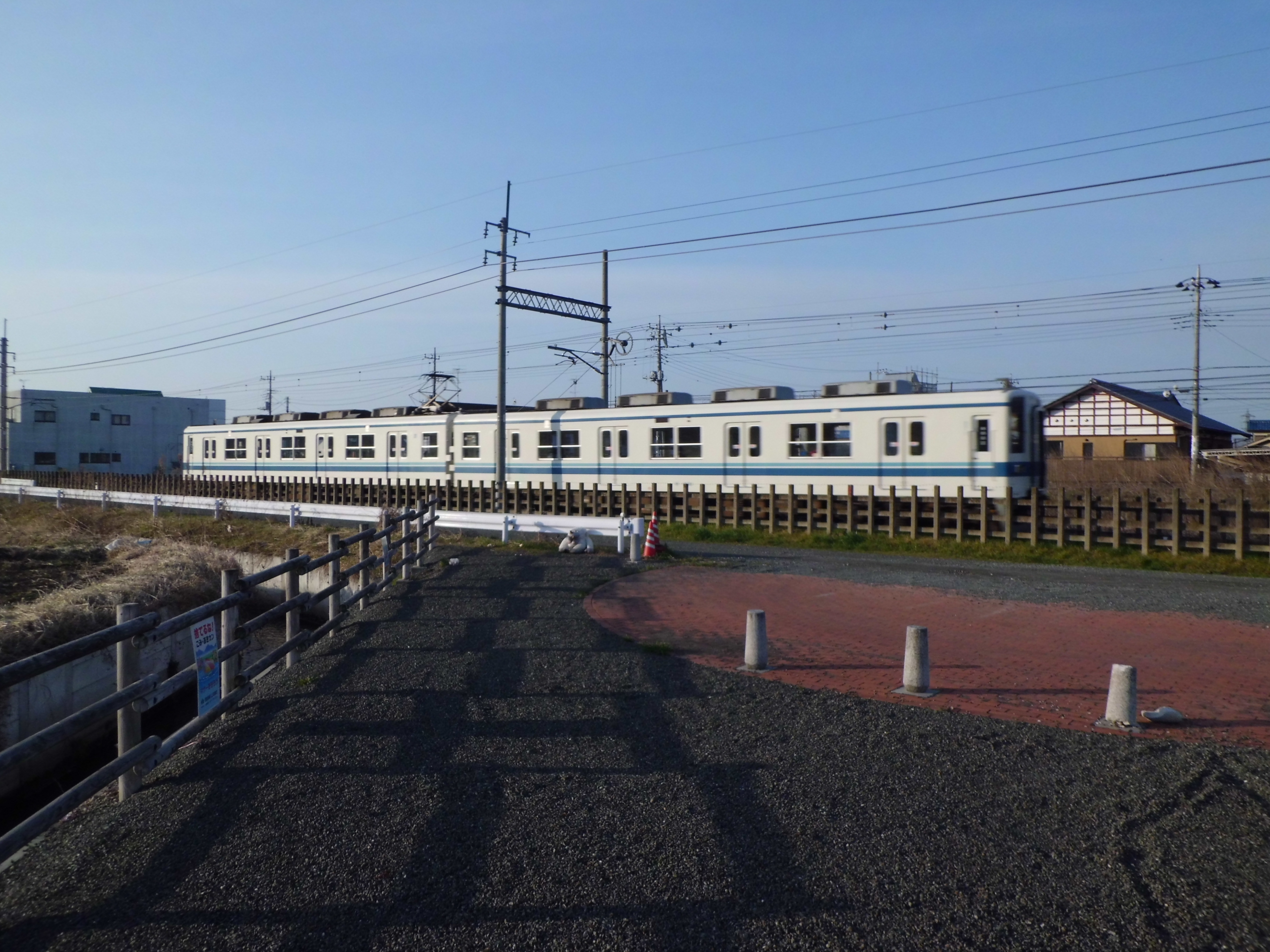
藪塚駅付近を走行する普通列車
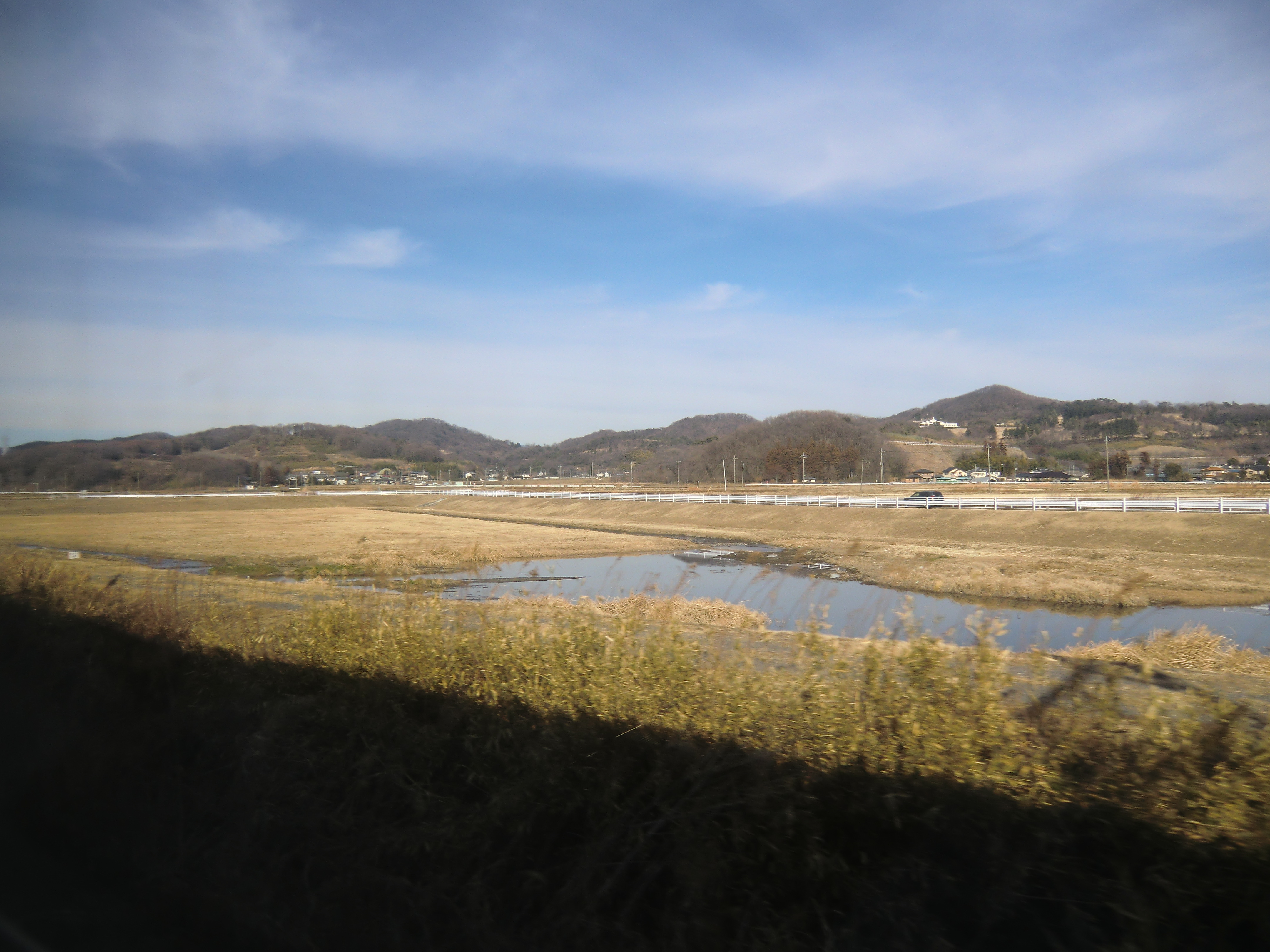
太田市内東側の風景（治良門橋-藪塚間）
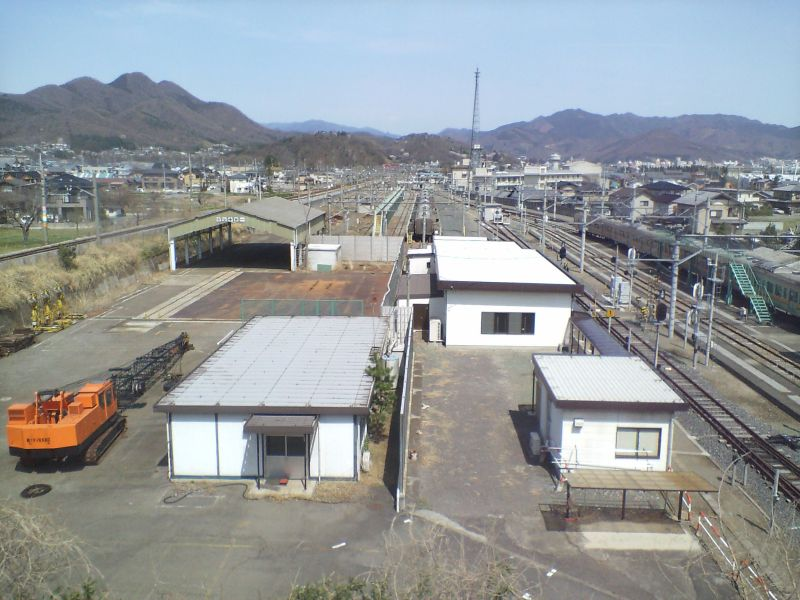
JR東日本高崎総合訓練センターは桐生線のすぐ東側にある（新桐生-相老間）
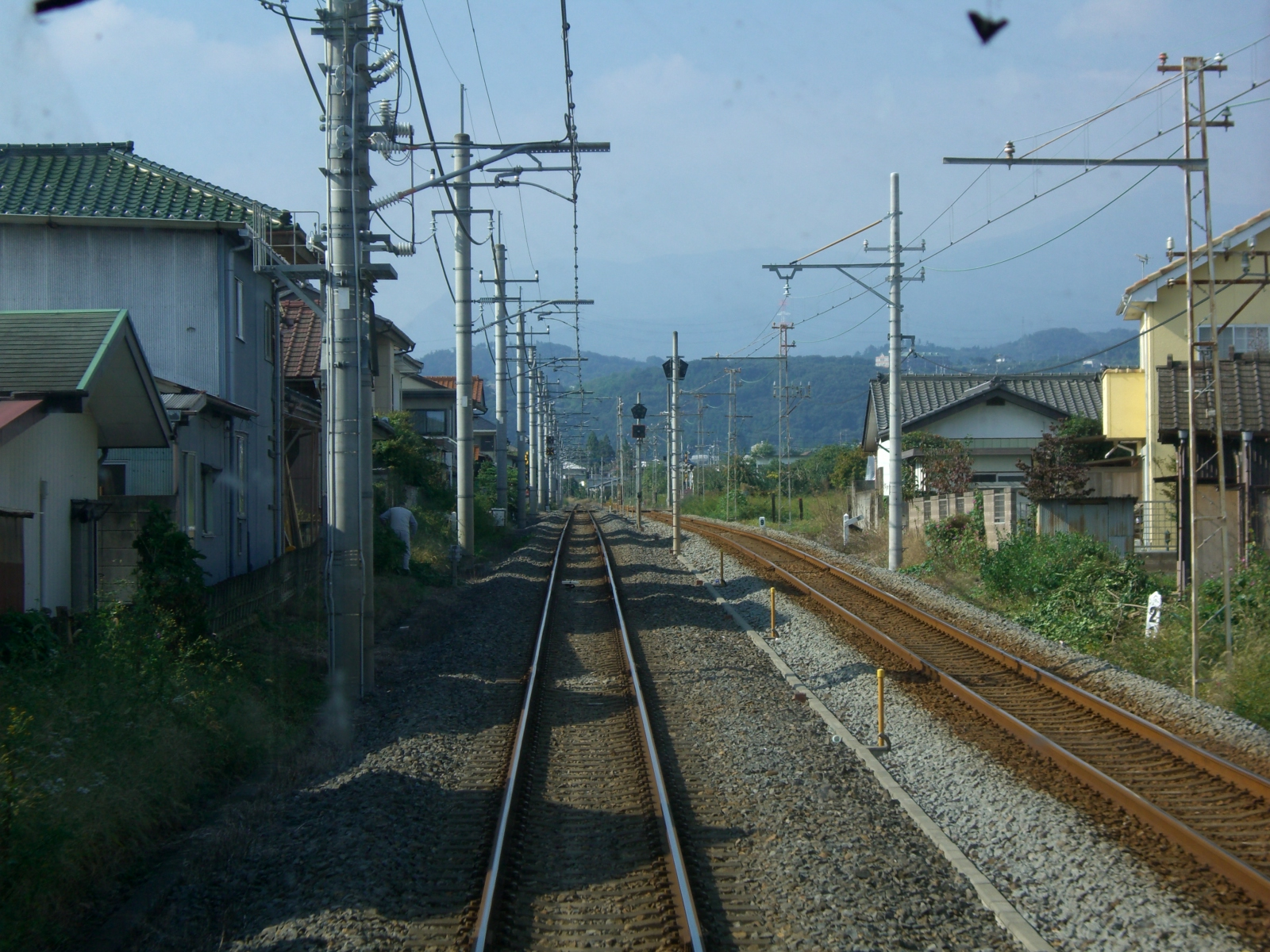
上毛線との併走区間（相老-赤城間）
- (動画) 東武桐生線の普通列車

## 運行形態
特急と普通列車が運行されている。
特急「りょうもう」「リバティりょうもう」
赤城駅 - 伊勢崎線浅草駅間を運行する。全車指定席の有料特急。1999年に急行から特急へ変更したが、基本的に運転・料金形態は変わっていない。ほぼ1時間に1本の運行となっている。
2020年（令和2年）11月9日午後より、当路線を走行する「りょうもう」のうち2往復が500系使用の「リバティりょうもう」に変更された。なお「リバティりょうもう」は「りょうもう」と料金体系が異なる。
2022年（令和4年）3月12日以降は「リバティ」への置き換えが進み、上り7本・下り6本が「リバティりょうもう」として運行されている。
普通列車
ワンマン運転の2両編成で、一部を除き小泉線東小泉駅まで直通運転する。日中は1時間に1本、朝晩はおおむね30 - 40分に1本の運行となっている。

## 使用車両

### 現在の車両
- 10000型・10030型50番台（南栗橋車両管区春日部支所所属・2両ワンマン編成で運行）
- 8000系（南栗橋車両管区春日部支所所属・ワンマン列車2両編成） - 5000系・5050系を使用していた頃は、代走として使用されていたこともある。現在は8572Fの1編成のみとなっている。
- 200型・250型（南栗橋車両管区春日部支所所属・特急「りょうもう」用）
- 500系（特急「リバティりょうもう」用）

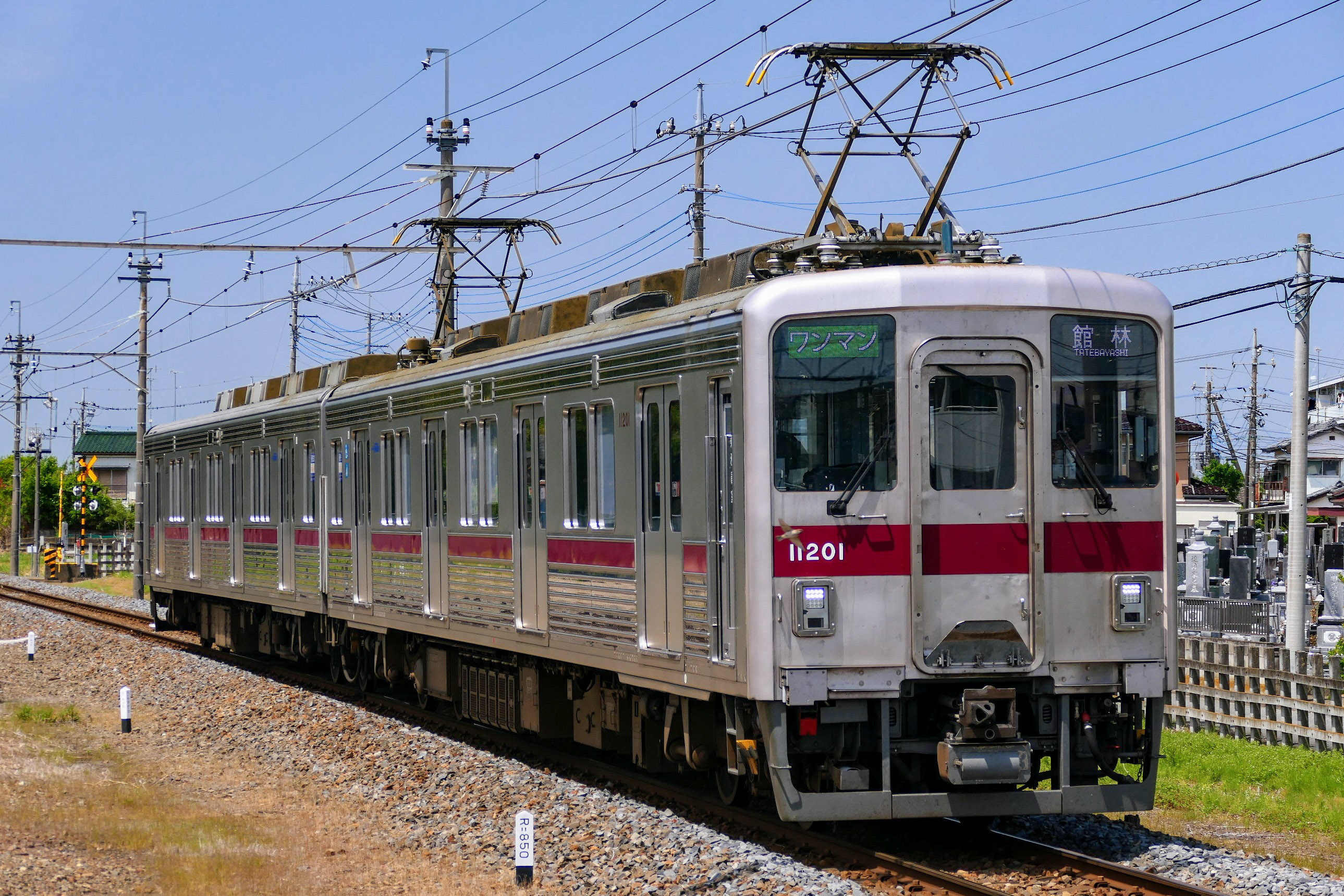
10000型
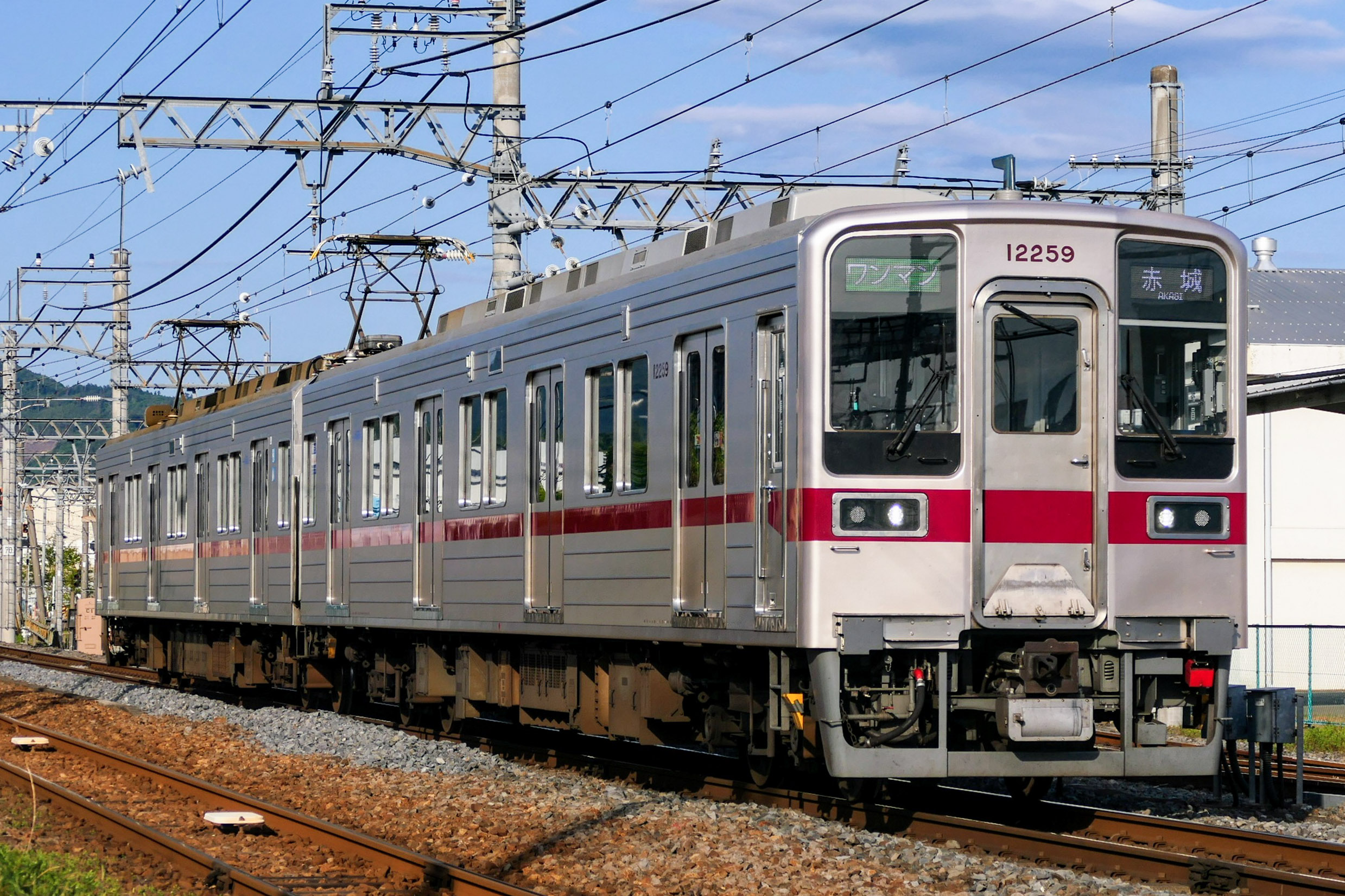
10030型50番台
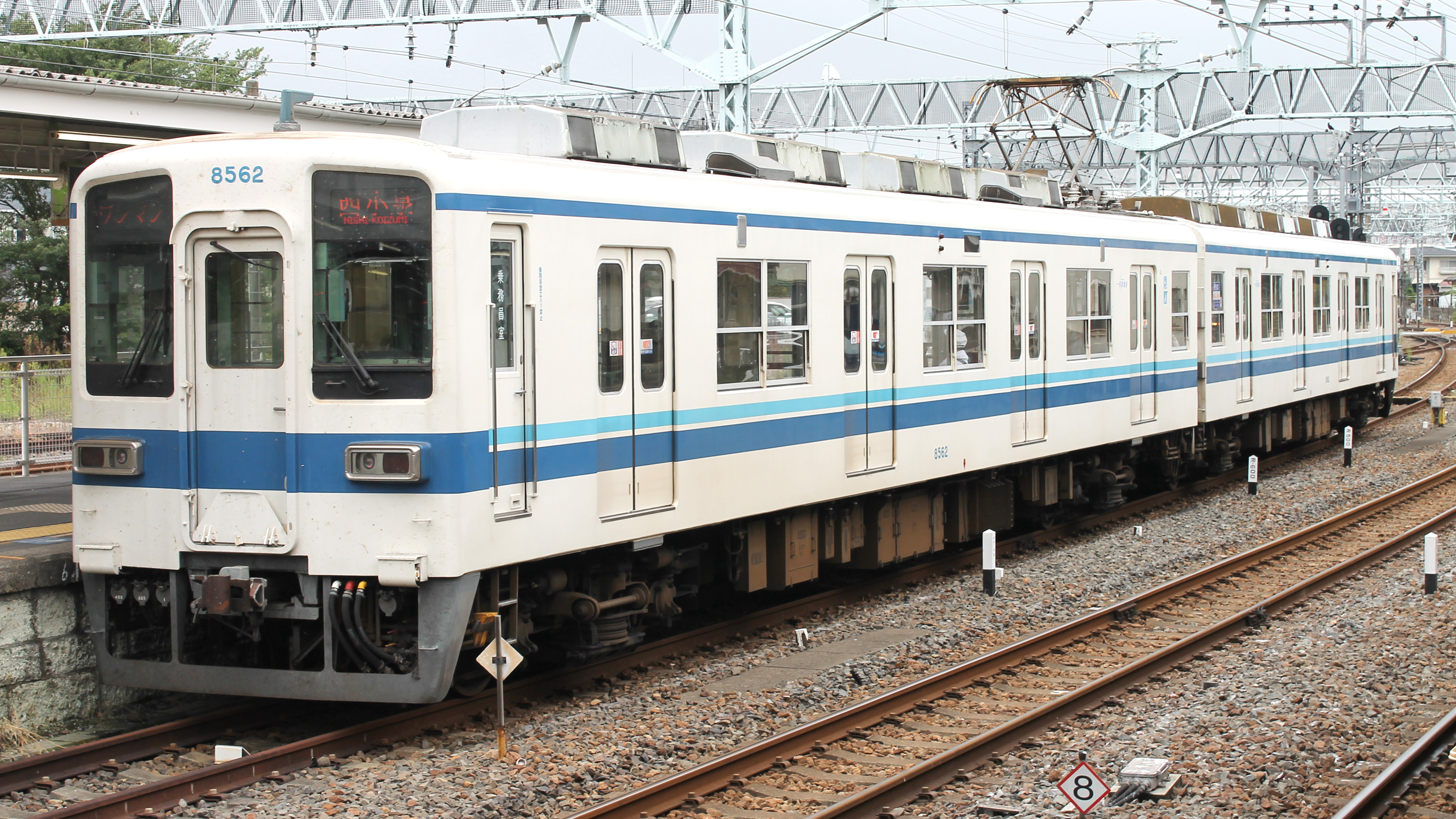
8000系
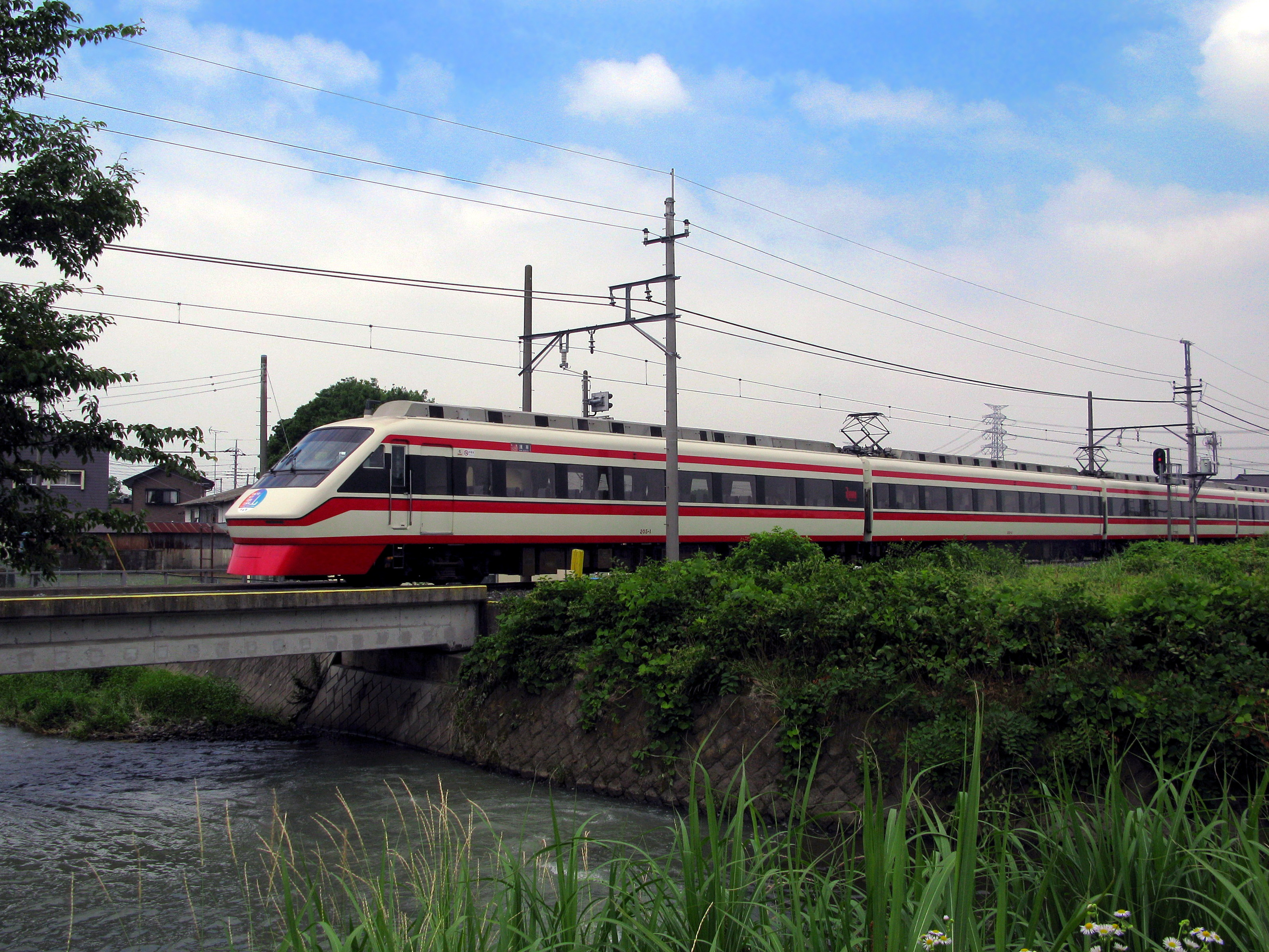
200型
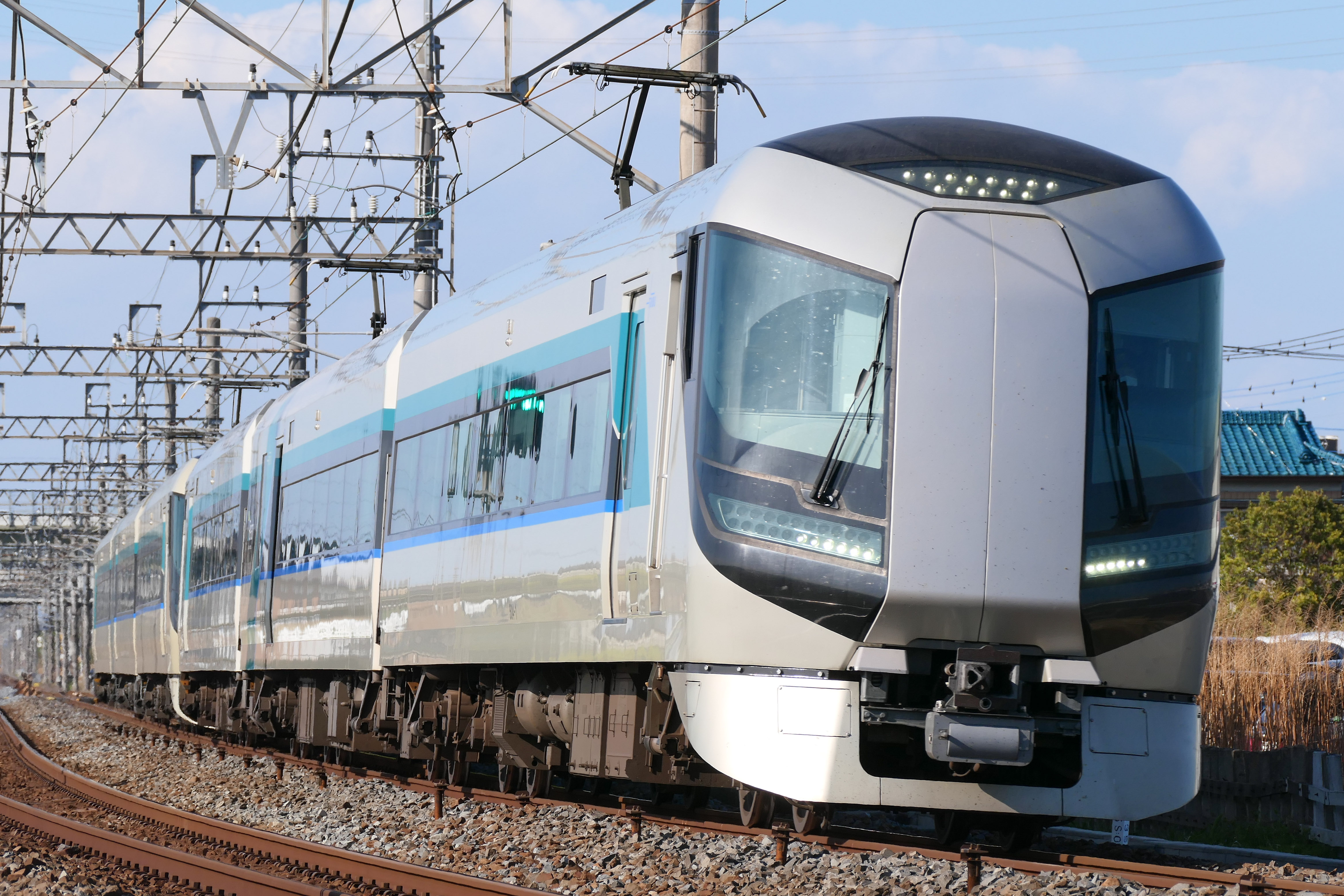
500系

### 過去の車両
- 1800系（急行「りょうもう」用）
- 3050系
- 5000系・5050系

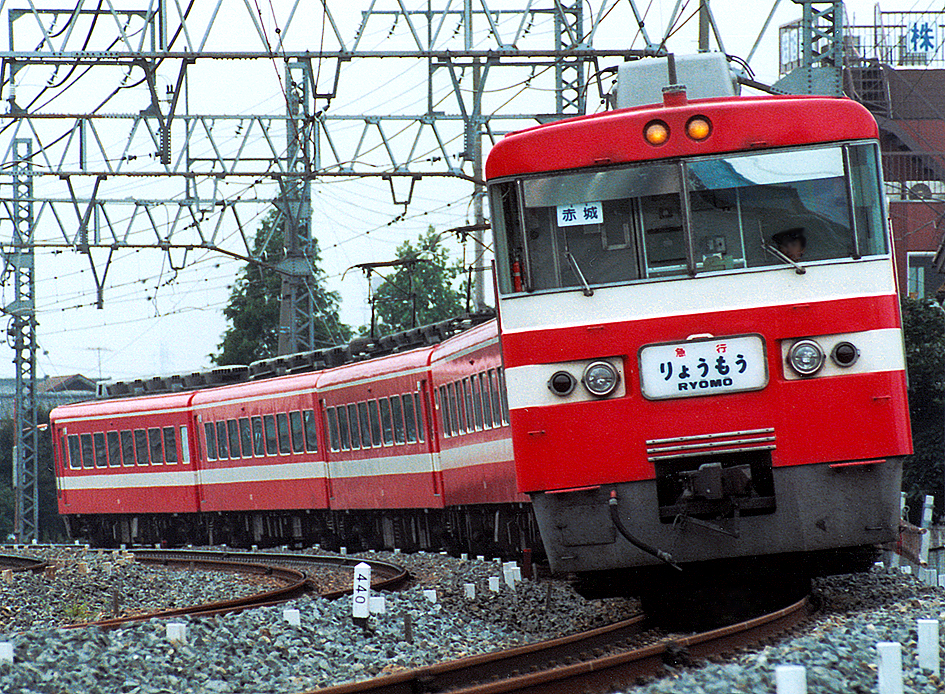
1800系 急行「りょうもう」

## 歴史
桐生線のもとになった薮塚石材軌道は石材採掘販売をしていた薮塚石材を改組したもので社長は葉住利蔵であった。太田-薮塚間に軌道を敷設し人力で石材の運搬をしていたが呑竜様の開山忌などには参詣客の輸送もしていた。やがて一般旅客及び貨物の輸送をするため軽便鉄道敷設を出願し1911年7月免許状が下付されると10月に太田軽便鉄道に改称、さらに蒸気機関車に変更するべく翌年に東武鉄道専務を社長に迎え東武鉄道出資により改築工事をはじめ、やがて東武鉄道に鉄道部門を譲渡することになった。

### 年表
- 1909年（明治42年）7月20日 藪塚石材軌道株式会社設立[6][7]。
- 1911年（明治44年）
  - 5月 藪塚石材軌道が太田 - 藪塚間に石材運搬用の専用人車軌道を開設。軌間610 mm。
  - 7月18日 薮塚石材軌道に対し鉄道免許状下付（太田-岩宿間 軌間2 ft 動力人力）[8]。
  - 10月1日 藪塚石材軌道が太田軽便鉄道に社名変更[6]。
- 1912年（明治45年）2月1日 鉄道免許状下付（新田郡笠懸村-山田郡相生村間 軌間2 ft 動力人力）[9]。
- 1913年（大正2年）
  - 3月5日 東武鉄道が太田軽便鉄道の鉄道部門を買収（石材部は太田石材に改称）[10]。
  - 3月19日 桐生線として太田 - 相老間が開業[11]。軌間1067 mmに改軌[5]。
- 1928年（昭和3年）3月1日 全線電化。
- 1932年（昭和7年）3月18日 相老 - 新大間々（現在の赤城）間が開業[12]。
- 1937年（昭和12年）5月5日 阿左美駅開業。
- 1958年（昭和33年）11月1日 新大間々駅を赤城駅に改称。
- 1973年（昭和48年）4月1日 ATS地上装置（地上子）を導入、使用開始[13]。
- 1979年（昭和54年）10月1日 列車無線を使用開始[14]。
- 1996年（平成8年）10月1日 貨物営業廃止（運行最終日は9月25日）。
- 2006年（平成18年）3月18日 普通列車のワンマン運転及び小泉線への直通運転開始[15]。
- 2012年（平成24年）3月17日 全駅で駅ナンバリング導入。
- 2020年（令和2年）3月14日 阿左美駅を新桐生側に0.2 km移設[16][17]。

## 駅一覧
- 全駅群馬県内に所在。
- 特急「りょうもう」「リバティりょうもう」の停車駅は当該項目を参照のこと
- 普通列車は各駅に停車（ワンマン運転）
- 全線単線。阿左美駅のみ列車交換不可で、それ以外は全駅列車交換可。

| 駅番号 | 駅名       | 駅間キロ | 累計キロ | 接続路線                                           | 所在地   |
| ------ | ---------- | -------- | -------- | -------------------------------------------------- | -------- |
|        |            |          |          |                                                    |          |
| TI-18  | 太田駅     | -        | 0.0      | 東武鉄道： 小泉線（東小泉方面直通運転）・ 伊勢崎線 | 太田市   |
| TI-51  | 三枚橋駅   | 3.4      | 3.4      |                                                    | 太田市   |
| TI-52  | 治良門橋駅 | 2.5      | 5.9      |                                                    | 太田市   |
| TI-53  | 藪塚駅     | 3.8      | 9.7      |                                                    | 太田市   |
| TI-54  | 阿左美駅   | 3.4      | 13.1     |                                                    | みどり市 |
| TI-55  | 新桐生駅   | 1.5      | 14.6     |                                                    | 桐生市   |
| TI-56  | 相老駅     | 2.3      | 16.9     | わたらせ渓谷鐵道：わたらせ渓谷線 (WK03)            | 桐生市   |
| TI-57  | 赤城駅     | 3.4      | 20.3     | 上毛電気鉄道：上毛線                               | みどり市 |

### 留置線のある駅
- 太田駅（館林・伊勢崎両方向に留置線がある）
- 赤城駅

## ICカード対応状況
- 桐生線では、2007年3月18日からICカード「PASMO」が導入されているが、太田駅を除く桐生線の駅には自動改札機を設置していないため、簡易ICカード改札機を設置して対応している。
- 相老駅で接続するわたらせ渓谷鐵道は全区間にわたってICカード非対応のため、乗り換える際はホーム上にある簡易改札機を通さなくてはならず（桐生駅以遠に乗り換える場合も同様）、通さなかった場合は着駅にて全額現金精算となる。またチャージは改札窓口のみの取り扱いとなる。
- 赤城駅では、上毛電気鉄道との乗り換えに時間がない場合、上毛線ホーム上の簡易ICカード改札機にて入出場可能。ただし、上毛線ではPASMOは導入されていないので、東武線から上毛線に乗った場合はほとんどの駅で降車する際に車内にて現金での精算が必要である。

## その他
- 太田 - 三枚橋間に近接する太田記念病院の利用者が増加を続けており、太田市は2015年5月19日の定例会見で、同病院の北側に新駅を設置するよう東武鉄道に要望したことを発表した[18]が、以降の具体的な動きは見られない。